# Ura nage

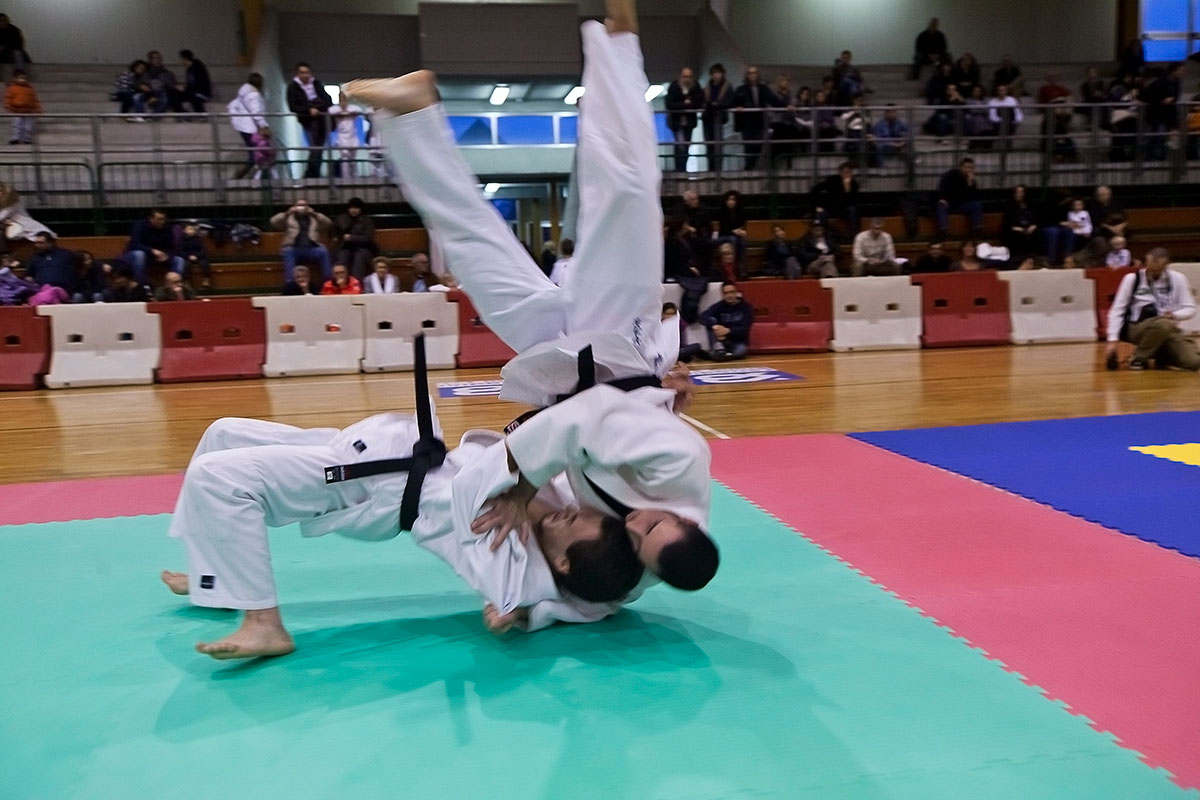
Ura nage.

Ura nage (裏投?) es una de las 40 técnicas originales de judo desarrolladas por Jigoro Kano. Pertenece al quinto grupo (Gokyo) de los movimientos del kodokan judo en el Gokyo no waza, y es clasificada como técnica de sacrificio o ma-sutemi.

## Ejecución
En este movimiento, el atacante (tori) se sitúa al lado del defensor (uke), hallándose costado contra costado. El atacante agarra el brazo del opontente y pasa su propia cabeza bajo él, rodeando su costado con los brazos. Desde esa posición, el tori lo levanta y lo arroja por encima de cabeza contra el piso.

## En la lucha libre
El término ura-nage (con guion) es utilizado en la lucha libre profesional para designar a un movimiento de lucha también conocido como side suplex, pero esta es una técnica totalmente diferente a su variante del judo y no tiene nada que ver con ella.